# Saint-Urcisse (Lot e Garonna)
Saint-Urcisse è un comune francese di 235 abitanti situato nel dipartimento del Lot e Garonna nella regione della Nuova Aquitania.

## Società

### Evoluzione demografica
Abitanti censiti